# Naturdenkmal Geologischer Aufschluss Im Grunde
Das Naturdenkmal Geologischer Aufschluss Im Grunde mit 0,08 ha Flächengröße liegt im Stadtgebiet von Marsberg südöstlich von Erlinghausen im Hochsauerlandkreis. Das Gebiet wurde 2008 mit dem Landschaftsplan Marsberg durch den Kreistag des Hochsauerlandkreises als Naturdenkmal (ND) ausgewiesen. Das LB ist umgeben vom Landschaftsschutzgebiet Rotes Land.

## Beschreibung
Der Landschaftsplan führt zum ND aus: „Der kleine stillgelegte Steinbruch am Bauken stellt ein geologisches Anschauungsobjekt der im Plangebiet anzutreffenden Sedimentgesteine dar. Es ist der einzige dauerhafte Aufschluss in den flachlagernden Plattendolomiten der Leine-Folge im Gebiet. Im Steinbruch stehen hellgelbe, dünnplattige Dolomitsteine an, die am oberen Rand infolge der Überlagerung von jüngeren Ton- und Sandsteinen intensiv rot gefärbt sind. Die Trennflächen sind lokal durch Verkarstung erweitert. Auf der Bruchsohle stehen Freizeiteinrichtungen (insbesondere eine Grillhütte), die durch die Abgrenzung nicht erfasst sind (es wurde lediglich die fast rundum laufende Bruchwand einbezogen, die als Aufschluss Bedeutung hat).“

## Schutzzweck
Der Landschaftsplan führt zum Schutzzweck aus: „Alle nachfolgenden Naturdenkmale stellen Einzelschöpfungen der Natur dar, die aus wissenschaftlichen, landeskundlichen und erdgeschichtlichen Gründen sowie wegen ihrer Seltenheit und Eigenart schutzbedürftig sind.“ Im ND sind „alle Handlungen verboten, die zu einer Zerstörung, Beschädigung oder Veränderung des geschützten Objektes führen können. Insbesondere ist verboten:
- Aufschüttungen, Verfüllungen, Abgrabungen oder Ausschachtungen vorzunehmen oder die Bodengestalt in anderer Weise zu verändern;
- Bäume, Sträucher oder sonstige wildwachsende Pflanzen zu beschädigen, auszureißen, auszugraben oder Teile davon abzutrennen oder auf andere Weise in ihrem Wachstum zu beeinträchtigen;
- bauliche Anlagen zu errichten.“[2]